# Остин, Чарли
Чарльз (Чарли) Остин (англ. Charles "Charlie" Austin; род. 5 июля 1989[…], Хангерфорд, Беркшир) — английский футболист, нападающий клуба «Суиндон Таун».

## Карьера
1 августа 2013 года Чарли Остин перешёл в клуб «Куинз Парк Рейнджерс», выступавший на тот момент в Чемпионшипе, а уже через год помог команде вернуться в Премьер-лигу, забив за сезон 19 голов. В сезоне 2014/15 забил 18 голов, но это не помогло КПР остаться в Премьер-лиге.
16 января 2016 года Остин вернулся в Премьер-лигу, подписав с «Саутгемптоном» контракт на четыре с половиной года; сумма трансфера составила 4 млн фунтов. 23 января дебютировал за «святых» в игре против «Манчестер Юнайтед», выйдя на замену Садио Мане на 79-й минуте, а на 87-й минуте забил головой победный гол, замкнув навес Джеймса Уорд-Проуза.

## Достижения
- Игрок месяца английской Премьер-лиги: декабрь 2014